# Huizer Eng
De Huizer Eng is een natuurgebied van het Goois Natuurreservaat ten zuiden van Huizen.
Het gebied met haar kleine akkers (engen) wordt omzoomd door bos en vormt zo een overgang tussen Huizen en de Tafelbergheide. In 1848 liep de Eng helemaal door tot de Naarderstraat in Huizen en bood destijds vrij zicht op het dorp en de Meent, de gemeenschappelijke weidegronden, langs de Zuiderzee.

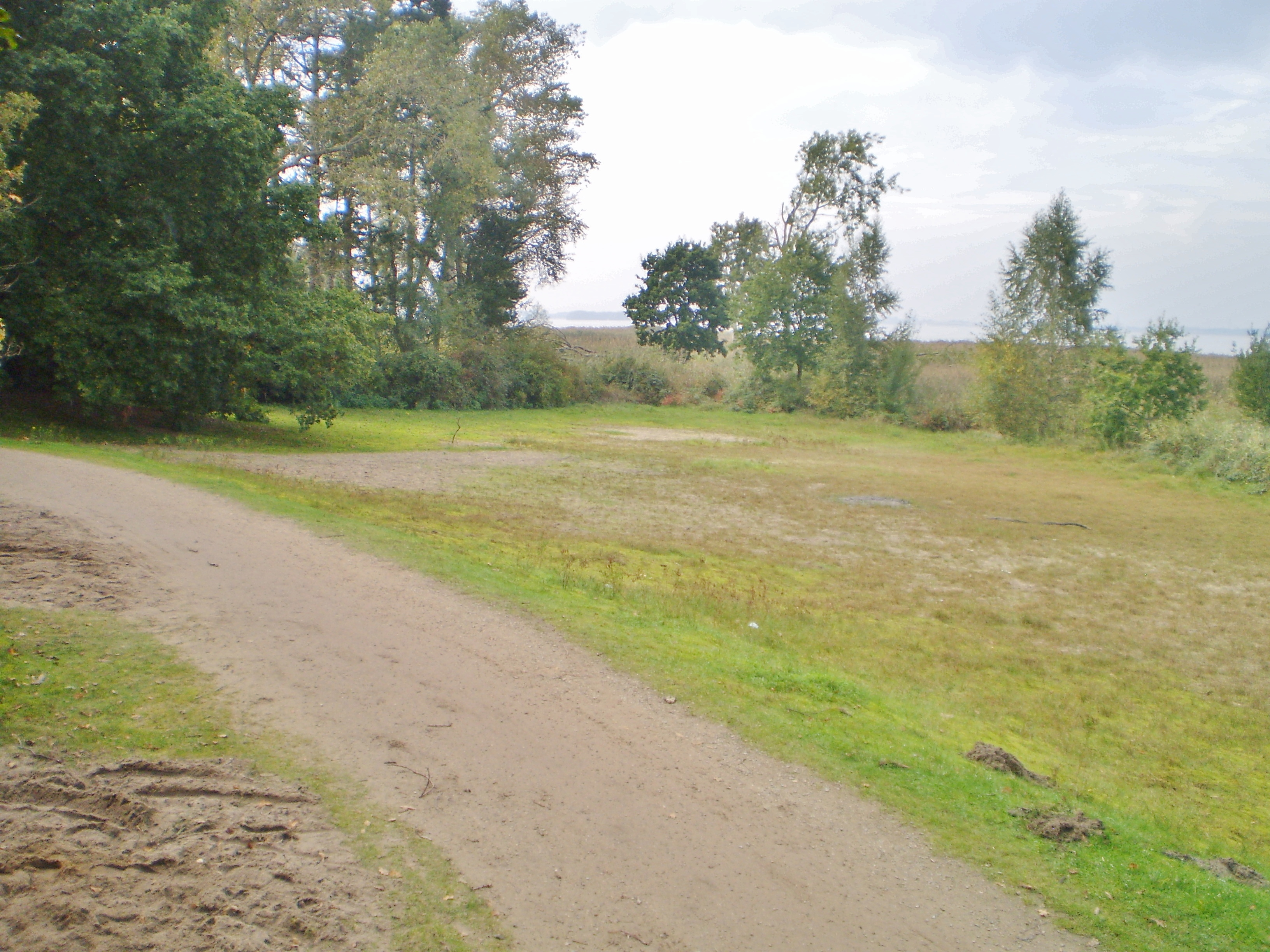
Rechts het Gooimeer

Op de eng werd veelal boekweit en rogge verbouwd. Tegenwoordig groeien, naast deze historische rassen, op enkele akkers ook asperges.
In de trektijd zijn hier groepen vinken, sijzen, putters en andere zangvogels te zien.